# 25 Years in Rock... and Still Going Strong
25 Years in Rock... and Still Going Strong es un álbum en vivo de dos DVD y un CD de la cantante de género hard rock Doro Pesch, publicado en noviembre de 2010 por el sello Nuclear Blast Records.
El primer DVD contiene el concierto dado por Doro en la ciudad Düsseldorf en Alemania, el 13 de diciembre de 2008, donde muestra a muchos invitados y amigos celebrando los veinticinco años de la carrera de la cantante alemana. El segundo DVD contiene un documental con la elaboración del espectáculo e imágenes de giras y conciertos de Doro.

## Lista de canciones

### DVD 1
25 Years in Rock - The Concert
1. «Intro 25 Years - 4:50
2. «Earthshaker Rock» - 4:05
3. «I Rule the Ruins» - 5:49
4. «You're My Family» - 4:47
5. «The Night of the Warlock» - 6:41
6. «Hellraiser» - 5:32
7. «Always Live to Win» (con Bobby "Blitz" Ellsworth) - 4:02
8. «Above the Ashes» - 4:59
9. «She's Like Thunder» - 3:52
10. «Herzblut» - 5:01
11. «Für Immer» - 7:19
12. «Burn It Up» (con Jean Beauvoir) - 3:52
13. «Metal Tango» - 4:09
14. «Drum Solo by Johnny Dee» - 9:54
15. «Celebrate» (Full Metal Female Version) (con Sabina Classen, Floor Jansen, Liv Kristine, Ji-In Cho, Liv Jagrell, Jackie Chambers y Enid Williams) - 7:03
16. «Love Me in Black» - 6:39
17. «Walking with the Angels» (con Tarja Turunen) - 5:55
18. «East Meets West» (con Chris Boltendahl y Axel Rudi Pell) - 5:16
19. «Breaking the Law» - 4:40
20. «Big City Nights» (con Klaus Meine y Rudolf Schenker) - 6:15
21. «Rock You Like a Hurricane» (con Klaus Meine y Rudolf Schenker) - 6:31
22. «Fight for Rock» (Warlock line-up 1986) - 3:22
23. «Burning the Witches» (Warlock line-up 1986) - 7:15
24. «True as Steel» (con Warrel Dane) - 5:24
25. «Unholy Love» (con Honza K.Behunek) - 4:41
26. «Fight» - 4:43
27. «All We Are» (con todos los invitados de la noche especial y varios de sus amigos) - 9:42
28. «Outro» - 2:53

### DVD 2
25 Years in Rock - The Documentary
- Intro
- From Concept to Creation
- Soundcheck
- Ready to Go

1. «Earthshaker Rock»
2. «I Rule the Ruins»
3. «You're My Family»

- Making of the Warlock

1. «The Night of the Warlock»
2. «Always Live to Win»
3. «Above the Ashes»
4. «She's Like Thunder»
5. «Herzblut»
6. «Für Immer»
7. «Burn It Up»
8. «Celebrate» (Full Metal Female Version)
9. «Love Me In Black»
10. «Walking with the Angels»
11. «East Meets West»
12. «Big City Nights»
13. «Rock You Like a Hurricane»
14. «Fight for Rock»
15. «True as Steel»
16. Hellbound
17. «Unholy Love»

- Fans International

1. «All We Are / Grand Finale»

- The Show Is Over
- After the Show
- Outro

Extra especial, destacados & bonus goodies
- 2500th Concert Special (contiene extractos de «I Rule the Ruins», «Danke», «Burning the Witches» (con Andy Brings), «Burn Bitch Burn», «We Are the Metalheads» (con Schmier), «On My Own» (con Luke Gasser y Marc Storace), «You're My Family», «Unholy Love»)
- China Special
- Wacken Open Air 2009

1. «I Rule the Ruins»
2. «Burning the Witches»
3. «Burn It Up»

- Bang Your Head 2010

1. «Egypt (The Chains Are On)»
2. «Running with the Devil»

- Summer Breeze 2007

1. «You're My Family» (con Chris Caffery)

- Metal Female Voices Fest 2009

1. «True as Steel»
2. «Hellbound»
3. «We Are the Metalheads»

- Especial de TV  : 2500th Concert
- Un tatuaje de Doro en Germany Ink

### Bonus CD
Temas especiales de 25th Anniversary Show
1. «Introduction» - 0:19
2. «Earthshaker Rock» - 4:06
3. «I Rule the Ruins» - 4:01
4. «You're My Family» - 4:28
5. «Herzblut» - 4:33
6. «Unholy Love» (con Honza Behunek) - 4:12
7. «East Meets West» (con Chris Boltendahl) - 4:17
8. «Above the Ashes» - 4:16
9. «Celebrate» (con Sabina Classen, Floor Jansen, Ji-In Cho, Liv Kristine, Liv Jagrell, Jackie Chambers y Enid Williams) - 4:52
10. «Breaking the Law» - 4:40

## Personal

### Miembros de la banda
- Doro Pesch - voz
- Joe Taylor - guitarra, coro
- Oliver Palotai - teclado, guitarra, coro
- Nick Douglas - bajo, teclado, coro
- Johnny Dee - batería, coro

### Miembros de Warlock de 1986
- Doro Pesch - voz
- Peter Szigeti - guitarra
- Niko Arvanitis - guitarra
- Nick Douglas - bajo, coro
- Michael Eurich - batería